# Louis Van Schil
Louis Van Schil (* 18. November 1921 in Antwerpen; † 8. Oktober 2006 in Deurne (Antwerpen)) war ein belgischer Radrennfahrer.

## Sportliche Laufbahn
Van Schil war im Straßenradsport und im Bahnradsport aktiv. 1948 war er Teilnehmer der Olympischen Sommerspiele in London. Im Tandemrennen wurde er mit seinem Partner Roger De Pauw auf dem 5. Rang klassiert.
1953 bestritt er die Internationale Friedensfahrt und wurde auf dem 7. Platz bester Belgier. 1954 kam er auf den 18. Rang. 1952 stand sein Name bereits auf der Startliste. Wegen einer Verletzung konnte er jedoch nicht antreten. 1954 kam er in der Ägypten-Rundfahrt auf den 8. Platz.